# Beaux
Beaux é uma comuna francesa na região administrativa de Auvérnia-Ródano-Alpes, no departamento de Alto Loire. Estende-se por uma área de 16,84 km². Em 2010 a comuna tinha 871 habitantes (densidade: 51,7 hab./km²).